# 6284 Borisivanov
6284 Borisivanov è un asteroide della fascia principale. Scoperto nel 1981, presenta un'orbita caratterizzata da un semiasse maggiore pari a 2,8547631 UA e da un'eccentricità di 0,0084969, inclinata di 1,24276° rispetto all'eclittica.